# 尼科波利斯戰役
尼科波利斯戰役（保加利亞語：、Bitka pri Nikopol；土耳其語：Niğbolu Savaşı；匈牙利語：Nikápolyi Csata；羅馬尼亞語：Bătălia de la Nicopole）於1396年9月25日爆發，交戰雙方分別是鄂圖曼帝國與匈牙利王國、法蘭西王國、醫院騎士團、威尼斯共和國及歐洲各地的其他軍團和個體組成的聯軍。戰役多瑙河岸上的尼科波利斯要塞進行，尼科波利斯位於今保加利亞境內。此役又稱尼科波利斯十字軍東征，是中世紀時期最後一次發動的大規模十字軍東征。

## 背景
14世紀時，有個別的王公貴族發動過許多小型的十字軍東征，如1390年對突尼西亞失敗的一次十字軍東征和在波羅的海海岸一直進行著的北方十字軍。鄂圖曼人在1389年的科索沃戰役得勝後控制了巴爾幹半島的大部分地區，使拜占庭帝國的控制範圍縮減至只有君士坦丁堡一帶，接著鄂圖曼人便對君士坦丁堡發動一連串的攻城（分別在1390年、1395年、1397年、1400年、1422年及1453年的君士坦丁堡之陷落）。
1393年，保加利亞沙皇伊凡·希什曼（Ivan Shishman）失去了其臨時首都尼科波利斯予鄂圖曼人，他的弟弟伊凡·史拉特辛米爾（Ivan Stratsimir）雖然仍統治維丁，但已成為了鄂圖曼帝國的附庸。伊斯蘭教與基督教之間的前線冉冉移向匈牙利王國，匈牙利王國成為了雙方在東歐的界線，匈牙利人自身也受到內戰威脅。威尼斯共和國擔憂鄂圖曼帝國會控制巴爾幹半島，包括威尼斯在摩里亞和達爾馬提亞的屬地，這會削弱威尼斯對亞得里亞海、愛奧尼亞海及愛琴海的影響力。熱那亞共和國則擔憂如果鄂圖曼帝國控制了多瑙河和土耳其海峽，他們最終會壟斷了歐洲至黑海的貿易路線，熱那亞在黑海掌有卡法、錫諾普及阿瑪斯拉。熱那亞人還控制著君士坦丁堡金角灣北方的加拉塔，巴耶濟德一世在1395年對加拉塔發動過進攻。
即使西方教會大分裂將教宗的職位一分為二，亞維農與羅馬的教宗互相對立，而且教宗號召十字軍東征的權力早已遠去，羅馬教宗博義九世仍在1394年號召十字軍抵抗土耳其人。
最後的十字軍東征得以組成有賴於兩個決定性因素：英格蘭理查二世與法國查理六世的百年戰爭及勃艮第公爵菲利普二世的支持。1389年，百年戰爭進入了週期性的休戰，理查二世以和平為考慮因素而在1395年與查理六世的女兒伊莎貝拉成婚。兩國國王繼而在1396年10月在邊界加來會晤，同意組成聯盟，並延長勒蘭蓋姆停戰協定（Truce of Leulinghem）。得到法國貴族當中最具權勢的勃艮第公爵的支持亦至關重要，勃艮第設法派遣十字軍到普魯士或匈牙利，勃艮第公爵派遣使節蓋伊·德·特雷穆瓦耶（Guy de Tremoille）前往威尼斯和匈牙利評估形勢。勃艮第原本希望由勃艮第公爵、奥爾良公爵路易一世及蘭卡斯特公爵約翰領導十字軍，但事實上他們全部都沒有參加十字軍。抵抗土耳其人不太可能是勃艮第公爵支持十字軍的主要目的，勃艮第希望透過支持十字軍來增加其家族的聲望和權勢，史學家巴巴拉·塔奇曼也寫道：「他是一個自大的貴族，他那闊氣的炫耀才是真正的主題。敵人的計劃、後勤及情報只可能放在他心目中的第二位。」1394年，勃艮第在佛蘭德榨取了120000里弗赫（法國貨幣）為十字軍東征作好準備。1395年1月，勃艮第向匈牙利國王西吉斯蒙德捎來口信，指出向法國國王的請求將會獲得批准。
8月，西吉斯蒙德指派四名爵士及一名主教到巴黎的宮廷描述「40000名」土耳其人掠奪和危及基督教領地，並代表匈牙利的西吉斯蒙德求援。查理六世透過通婚已與英國達成和約，於是回覆作為「基督教國王們的領袖」，他有責任保護基督教及教訓巴耶濟德一世。法國貴族均熱切地響應。法國騎士統帥阿圖瓦的菲利普和法國元帥讓·勒邁格雷都稱參加十字軍是「勇士」的職責。

## 兵力
在歷史文獻裡，參戰者的人數存有嚴重的爭議。史學家塔奇曼認為「記錄者慣於把數字與事件湊合，使之看起來十分驚人」。尼科波利斯戰役被認為相當重要，中世紀史編者所給出的參戰人數最高達到400000人，雙方都聲稱對方的人數倍於己方，故十字軍可為他們的失敗尋找慰藉，而土耳其人可為他們的勝利感到更加驕傲。塔奇曼對於一般數據認為的100000名十字軍不屑一顧，他認為100000人需要一個月時間在鐵門渡過多瑙河，實際上十字軍僅用了八天渡河。
第一個對此進行記述的是一位巴伐利亞貴族的隨從約翰·希爾特貝格（Johann Schiltberger），他在16歲時目睹了戰事並被土耳其人俘虜及奴役了30年才得以回家，他在這段時間寫了一些關於戰役的描述，他估計十字軍的兵力達16000人，而土耳其人的軍隊更被吹捧至200000人。十九世紀德國史學家推測十字軍的參戰人數在7500至9000人之間，而土耳其人則在12000至20000人之間。值得注意的是，從後勤的方向來看，尼科波利斯附近的鄉效地區不可能供應足夠的糧食及飼料予上數千的人馬（中世紀時的軍隊隨著行軍而就地補給，不像現代軍隊那樣使用補給線）。
| 來源             | 年份     | 從屬       | 十字軍兵力 | 土耳其兵力  | 總兵力      | 引用   |
| ---------------- | -------- | ---------- | ---------- | ----------- | ----------- | ------ |
| 約翰·希爾特貝格  | 1427年   | 歐洲       | 16000      | 200000      | 216000      | [ 28 ] |
| 19世紀德國史學家 | 1800年代 | 歐洲       | 7500-9000  | 12000-20000 | 19500-29000 | [ 9 ]  |
| 蘇古拉           | 1400年代 | 奧斯曼帝國 | 130000     | 60000       | 190000      | [ 29 ] |
| 大衛·尼科爾      | 1999年   | 歐洲       | 16000      | 15000       | 31000       | [ 8 ]  |

### 十字軍的構成
據說參戰的法國騎士及扈從達2000人，另有6000名由志願者及僱傭兵中抽調出來的弓箭手及步兵，重要程度僅次於他們的是羅德島的醫院騎士團，他們在自從君士坦丁堡及塞浦路斯衰落後便是黎凡特基督教的旗手。威尼斯提供海艦支援，匈牙利的使節們策動萊茵蘭、巴伐利亞及薩克森等德國諸侯參加十字軍。法國信使還在波蘭、波希米亞、納瓦拉及西班牙號召十字軍，個體可參加十字軍。
意大利各個城邦熱忱於慣常的互相攻伐，無暇參加十字軍。英國甚囂塵上的參與卻從來沒有出現。據聞英國派遣了1000名騎士參加十字軍的記錄是來自當代的安東尼奧·菲奧倫蒂諾，史學家阿齊茲·叙耶·艾提亞（Aziz Suryal Atiya）及其追隨者信以為真，他們把步兵及其他隨從計算在內，使英國參戰人數達到「4000至6000人及兩倍於人數的馬匹」。不過，英國並沒有這次遣兵海外的財政記錄，也沒有作出過任何組織和調遣軍隊的準備。亨利四世、蘭卡斯特公爵的兒子們及幾乎所有英國的重要貴族成員都在十字軍出發以後的五個月出席了國王的婚禮，因此亨利四世和蘭卡斯特公爵兒子們率領英國軍隊參加十字軍的說法必然是錯誤的。艾提亞又認為在尼科波利斯採用了聖喬治為吶喊聲表示了英國士兵確實參與了戰役，因英國人認為聖喬治是主保聖人，然而編年史家讓·傅華薩（Jean Froissart）則提到那是法國爵士阿圖瓦的菲利普的吶喊聲。再者，參戰國家在戰敗後提交贖金換回俘虜，而英國卻沒有這種跡象。當代文獻零星提及到的「英國人」可能是指醫院騎士團操英語口音的小部分人，他們是自羅得島出發沿多瑙河航行。英國不參加十字軍的可能原因包括國王與格洛斯特公爵之間的緊張關係，致使雙方都希望把他們的支持者留在身邊；英國與法國的長期戰爭使兩國互不相容，雖然兩國新近簽訂了和約，英國還是不願意參加法國領導的十字軍。
不過，誇大的數字卻不斷被複述，包括6000至8000名匈牙利人、近萬名的法國、英國及勃艮第軍隊、近萬名瓦拉奇人、近6000名德國人及近15000名荷蘭、波希米亞、西班牙、意大利、波蘭、保加利亞、蘇格蘭及瑞士陸軍，還有威尼斯和熱那亞的海路支援，使總數達到47000至49000人，許多來源更指出參戰人數達120000至130000人，當中包括鄂圖曼史學家蘇古拉在他的著作「Behçetu't-Tevârih」裡提到十字軍的人數達130000人。

### 土耳其軍的構成
參戰人數估計約20000至25000人，但有許多來源將數字誇大至60000人，包括15世紀鄂圖曼史學家蘇古拉，他在著作「Behçetu't-Tevârih」裡指出鄂圖曼帝國軍由60000人組成，並且認為數字是十字軍的一半。鄂圖曼帝國軍中包括了斯特凡·拉扎列維奇領導的5000名塞爾維亞重裝騎士，斯特凡·拉扎列維奇在1389年的科索沃戰役後成為了奧斯曼帝國的附庸。鄂圖曼帝國蘇丹迎娶了拉扎列維奇的親姐妹奧利韋拉·德斯皮娜，她的父親正是塞爾維亞大公拉扎爾·赫雷别利亞諾維奇，他在科索沃戰役裡殞命。

## 行軍
勃艮第公爵菲利普原本計劃與岡特的約翰和路易一世一起領導十字軍，但計劃最終流產，菲利普稱與英國的和約表明英國須參加十字軍，但恐怕那是因為沒有人願意離開帝位的左右，而其他帝位競爭者卻在帝位左右。菲利普指派其長子約翰·訥韋爾為名義統帥，公爵可能認為其長子及次子厄和布錫考特當時不足35歲，缺乏必要的經驗，故任命了國土上最具經驗的戰士及政治家、庫西堡公爵昂蓋朗七世（Enguerrand VII）為約翰的「首席顧問」。十字軍模糊的統率架構對最後戰果至關重要。訥韋爾身邊有一大堆的「顧問」，還有一些傑出的法國領主，訥韋爾可「在認為合適的時候諮詢他們」。中世紀的戰士不暸解指揮統一的概念。1396年3月28日舉行的戰爭會議頒佈了十字軍的規條，當中包括「貴族及其人員編入前衛」，足見騎士的準則依然認為騎士應擔當沖鋒的職責來彰顯他們的勇氣。

### 開赴布達
1396年4月30日，十字軍從第戎出發，取道斯特拉斯堡橫過巴伐利亞抵達多瑙河上游，並透過河運與西吉斯蒙特在布達會合。儘管他們沒有詳盡的計劃，十字軍的目的是要把土耳其人驅逐出巴爾幹半島及援救君士坦丁堡，然後越過達達尼爾海峽，進擊土耳其及敍利亞，解放巴勒斯坦及聖墓教堂，然後經海路返回歐洲。在計劃當中，威尼斯的船艦會從馬爾馬拉海包圍土耳其人，威尼斯人將會在7月沿多瑙河航行並在瓦拉奇公國與十字軍會合。

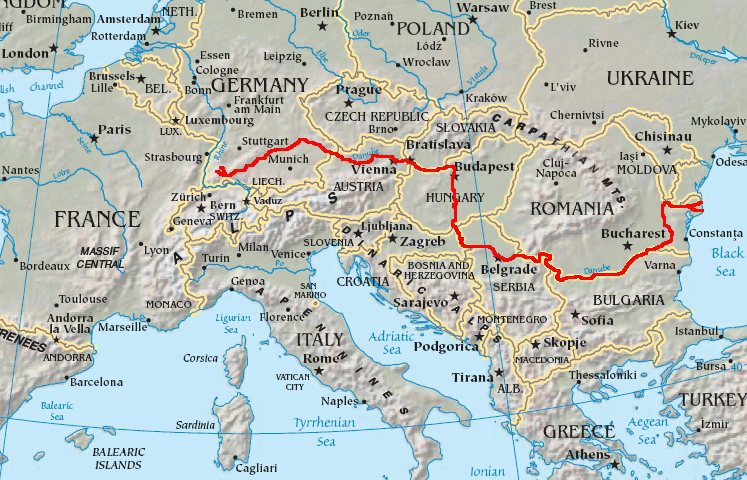
標示著多瑙河的歐洲地圖

由於昂蓋朗七世身負出使覲見米蘭公爵居安·加利阿索·維斯康蒂（Gian Galeazzo Visconti）的任務，在十字軍出發之時，他並未隨軍。維斯康蒂不滿法國企圖將他對熱那亞的影響力消除，他嘗試阻止把熱那亞的主權移交給法國手上。昂蓋朗七世受命前往警告維斯康蒂切勿輕舉妄動，否則法國會考慮進一步干涉。這次爭拗不只是政治因素，在十字軍出發的同一個月，法國皇后伊薩博施計流放奧蘭多公爵的妻子、維斯康蒂的愛女瓦倫蒂娜·維斯康蒂（Valentina Visconti）。米蘭公爵維斯康蒂揚言要派遣騎士捍衛女兒的節操，十字軍隨後在尼科波利斯的慘敗讓人深信維斯康蒂向巴耶濟德一世洩露了十字軍的行軍情報。雖然謀殺了親叔伯以鞏固權力的維斯康蒂確實有可能背叛了十字軍，但是並沒有證據證實了這一點，而他與法國的隙縫也可能使他成為了替罪羊。完成了出使使命的昂蓋朗七世、亨利（Henry of Bar）及他們的隨從離開了米蘭，逕自前往威尼斯。他們於5月17日在當地徵用了一艘船橫渡亞得里亞海，於5月30日在克羅地亞港口塞尼（Senj）登陸，接著趕往預定的會合地點布達。
昂蓋朗七世首先抵達多瑙河上游，開始接待德國貴族。訥韋爾在6月24日才抵達維也納，較厄及布錫考特率領的先頭部隊遲了一個月。70艘載滿補給品的威尼斯船隻亦抵達多瑙河。訥韋爾在這時受到連襟奧地利公爵利奧波德四世的款待，訥韋爾提出向利奧波德四世借用100000達克特幣，由於需時處理，訥韋爾在7月才到達布達。

### 進軍尼科波利斯
軍中首領們抵達預定會合地點後，他們需要與醫院騎士團團長菲利伯特·萊雅克（Philibert de Naillac）和威尼斯艦隊的代表協調戰略。24艘威尼斯船隻將醫院騎士團的騎士從羅得島經愛琴海送入馬爾馬拉海，部分船隻深入黑海，向多瑙河上游進發。事實上，當時的土耳其人有一些微弱的海上艦隊，但並沒有阻止威尼斯人，這可以證明巴耶濟德一世及他的多數軍隊仍然站在歐洲一方。
在布達舉行的戰爭會議馬上成為了爭執劇烈的辯論會。在一年前，巴耶濟德一世揚言他將會在5月進攻匈牙利，然而到了7月尾仍不見奧斯曼帝國軍的蹤影。遠至達達尼爾海峽的偵察也未能發現巴耶濟德一世，法國認為巴耶濟德一世是懦夫。匈牙利的西吉斯蒙德堅信巴耶濟德一世會來，並建議讓土耳其人長途跋涉會是明智的決定，而不需要反過來長途跋涉去找他們。法國及其盟友卻不同意，昂蓋朗七世代表法國發言道：「即使蘇丹誇下海口，我們也不應該不去爭取軍績及追擊敵人，這才不是我們來這裡的目的。」西吉斯蒙德不得已只得順從。編年史家寫道昂蓋朗七世這番言論引起了厄的猜忌，厄認為他法國騎士統帥的身分才適合代表法國發言。
十字軍沿多瑙河左岸前進，部分匈牙利軍隊轉向北，收編特蘭西瓦尼亞及瓦拉奇公國米爾恰一世領導的軍隊，其餘的匈牙利人落在十字軍殿後。十字軍進入穆斯林控制的地區，開始劫掠和虐殺當地的居民，而早前十字軍路經德國時已出現零星的搶略，當他們來到異教徒領地上，法軍的紀律更加鬆散。編年史家傳神地描述了十字軍的放蕩及褻瀆行為，包括騎士們終日酗酒嫖妓的詳細描述。塔奇曼認為當代的編年史家有意將十字軍的失敗歸咎於十字軍的放蕩行徑，但無法證明這種說法。

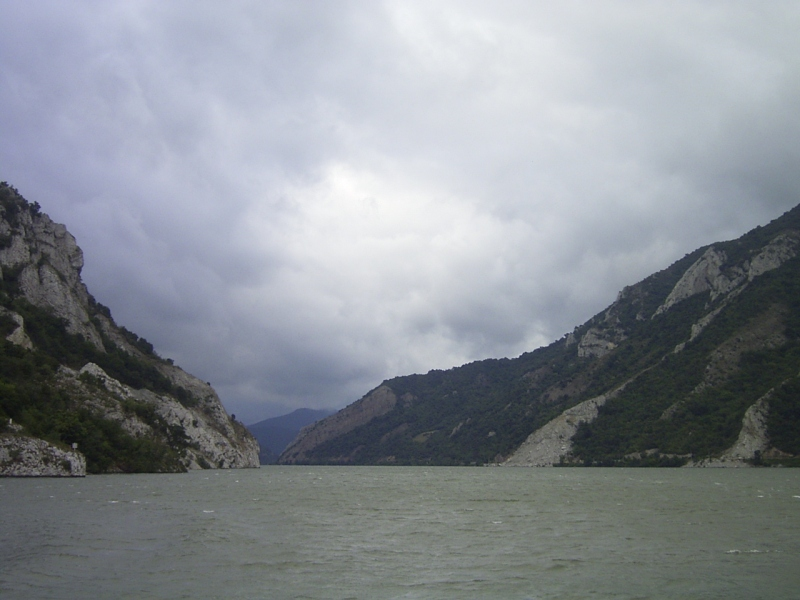
十字軍花了八天在鐵門渡過多瑙河。

奧爾紹瓦的鐵門峽谷是多瑙河較狹窄的河段，十字軍在這裡使用浮橋和舟船渡河，渡河花了八天時間。十字軍的兵鋒直指維丁，維丁原本是保加利亞西部的一個重鎮，被土耳其人控制。維丁的貴族無意為土耳其征服者效力以對抗勢不可擋的十字軍，維丁馬上便投降。十字軍在維丁的駐守地處決了當地的土耳其官員。法國人更加堅信土耳其人無法阻擋十字軍的去路。
十字軍的下一個進攻目標是距維丁約75英里的要塞奧雷霍沃。法軍苦惱於沒有機會展示他們的勇氣，他們在夜間強行軍以先於其他盟軍抵達要塞，他們在早上抵達目的地，但剛好遇上出來破壞護城河橋樑的土耳其人。經過一番激戰後，法國人佔據了橋樑，但他們需要等待西吉斯蒙德才可繼續前進。十字軍會合後推進至城牆，守軍在翌日被迫撤離。奧雷霍沃的居民在得到西吉斯蒙德保證居民的性命和財產得到保障後投降，但法國人在進城後立刻把西吉斯蒙德的保證拋諸腦後，他們在奧雷霍沃大肆搶劫及屠殺。他們聲稱在進城前一晚已佔據了城牆，奧雷霍沃是被他們征服的。城裡大約一千名土耳其及保加利亞人成為了人質，奧雷霍沃也被焚毀，匈牙利人認為法國人的行徑等於侮辱他們的國王西吉斯蒙德，法國卻認為匈牙利人試圖在戰爭裡剝奪屬於他們的光榮勝利。
十字軍在派遣駐軍駐守奧雷霍沃後直取尼科波利斯，沿途襲取了一些堡壘和城鎮。其中一個要塞的信使向巴耶濟德一世通報十字軍的來襲。9月12日，十字軍在石灰石峭壁上已能望見尼科波利斯要塞。

## 圍攻尼科波利斯
尼科波利斯位處險要，扼守多瑙河下游及對內陸的溝通管道。尼科波利斯要塞設有兩道城牆，較大的那道城牆在峭壁上，另一道城牆在峭壁下，峭壁與河流之間有一條小路。在城牆內深入的位置，峭壁相當陡峭。在守備嚴密、後勤充足的狀況下，尼科波利斯的土耳其統治者多根·貝伊已預備即將進行曠日經久的圍城戰，並深信巴耶濟德一世會前來援救。
十字軍並未有攜帶攻城武器，但布錫考特樂觀地認為梯子容易制造，而且在勇士的使用下，梯子較投石器更好。由於缺乏攻城武器，加上城牆外的坡度陡峭及難以應付的要塞，使十字軍無法攻陷要塞。十字軍在尼科波利斯外圍駐紮，封鎖了城鎮的出入口及河流，企圖餓死守軍。十字軍認為圍攻尼科波利斯只不過是解救君士坦丁堡的第一步，不認為巴耶濟德一世會迅速來援並引發大戰。
兩周以來，百無聊籟的十字軍以酒席、玩樂及侮辱敵人的軍事技能打發時間。不論是因為酒醉還是疏忽，雖然一些離營到外搶略的士兵回報土耳其人正在接近，十字軍沒有設置任何哨兵。巴耶濟德一世當時已通過埃迪爾內，並強行軍通過希普卡山隘向特爾諾沃進發。他的附庸塞爾維亞的斯特凡·拉扎列維奇在途中加入巴耶濟德一世的大隊（斯特凡·拉扎列維奇在1389年的科索沃戰役後成為鄂圖曼帝國的附庸）。西吉斯蒙德已派出500名騎士在北面70英里的特爾諾沃附近偵察，他們回報土耳其人的確正在接近。被包圍的尼科波利斯守軍也收到了消息，他們吹響了號角並歡呼。布錫考特稱敵人歡呼的聲響只是詭計，堅信蘇丹不會前來，又揚言散播土耳其人迫近的謠言將被視為破壞軍心，違者會被割去耳朵。
昂蓋朗七世親自偵察戰情，他領導著500名騎士及500名騎弓兵向南偵察，遭遇一股通過附近一個關隘的土耳其人，他讓200名騎士佯退，吸引追兵進入伏擊地點，預先埋伏在暗處的十字軍襲擊敵人的殿後部隊。昂蓋朗七世的軍隊毫不留情地盡量消滅敵軍後返回營地，他的行動一洗營地無精打采的氣氛並引來了其他十字軍的贊賞。塔奇曼認為這使得法國人更加過分自信，並再次引起了厄的嫉妒，厄認為昂蓋朗七世的行動魯莽輕率，企圖從訥韋爾身上奪取榮譽和權威。
西吉斯蒙德在24日召開戰事會議，他提出了一個作戰方案，當中瓦拉奇公國的步兵將會充當先鋒對付土耳其人的先頭部隊，土耳其人的先頭部隊通常都是裝備差劣的民兵，他們通常被用作搶掠及在戰時拖延敵人讓較強的土耳其軍隊對付疲憊的敵軍。西吉斯蒙德認為土耳其人的先頭部隊不堪一擊，當兩軍首度交鋒後，法國人應該形成前線沖鋒，匈牙利及其他盟軍緊隨其後展開攻勢，以阻止土耳其的西帕希騎兵掃蕩十字軍兩翼。厄斥責這個方案貶低騎士，因為騎士要跟在步兵後面戰鬥，據說他曾經說：「去收拾殿後部隊是對我們的羞辱，使我們在眾人面前受到鄙視」他又稱作為統帥，他會親自帶領先頭部隊，任何衝在他前方的人就是對他的侮辱，布錫考特也支持厄。訥韋爾被他們的自信所說服。
法國人執意負責衝鋒，西吉斯蒙德只得為他自己的部隊制定作戰方案。似乎在數個小時內，西吉斯蒙德通知營地，指巴耶濟德一世還有六個小時便會抵達，十字軍宿醉未醒引起了混亂－有些人不相信這個消息、有些人驚惶失措、有些人則匆忙地準備作戰。據說由於十字軍欠缺衛兵，十字軍將由拉徹華帶來的俘虜屠殺，連後來的歐洲編年史家也稱這種行為「野蠻」。

## 戰役

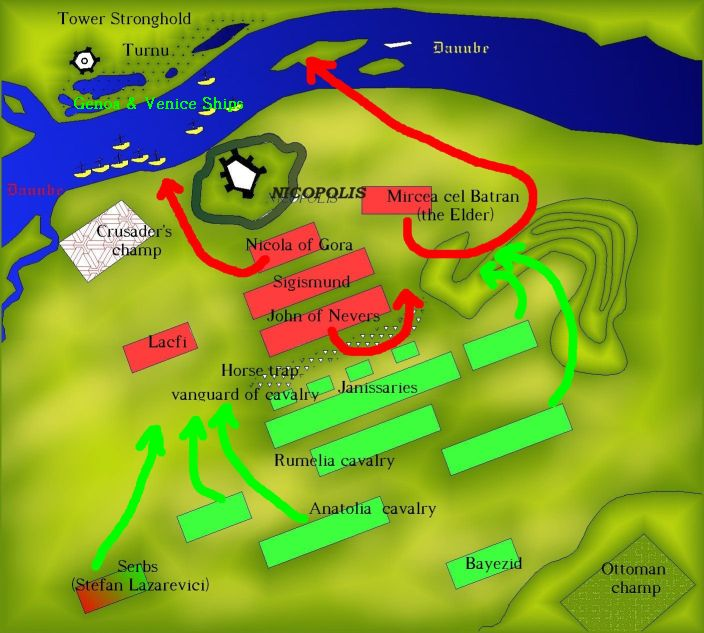
作戰地圖

9月25日黎明破曉之際，參戰者各自在他們的首領旗幟下組織起來。西吉斯蒙德派遣他的大元帥向訥韋爾反映他的偵察兵已目堵了土耳其人的先鋒，請求將攻擊行動延遲兩個小時，使他的偵察兵得以回報敵軍的數量及部署。訥韋爾匆忙地舉行顧問會議，昂蓋朗七世、法國海軍上將讓·德·維埃納及十字軍的一些資深騎士都建議依從匈牙利國王的建議，認為這是一個明智的決定。厄再次大唱反調，稱西吉斯蒙德只是想包攬戰功，並請纓帶領衝鋒。昂蓋朗七世斥責厄的言論「傲慢無禮」，並讓維埃納發表意見。維埃納說道：「實情和情理不被接納，那便是傲慢無禮」他又認為如果厄希望推進，那麼大軍一定會跟隨，但是與匈牙利人和其他盟友一起合作會更為明智，厄不願意再等下去，結果會議演變成激烈的爭辯，較年輕的鷹派分子認為那些資深騎士不是謹慎行事，而是懼怕敵人。厄最終決定推進，爭議才似乎得以解決。
厄領導著法國騎士組成的前鋒，訥韋爾和昂蓋朗七世則統率中軍。法國騎士及騎弓兵騎著坐騎向尼科波利斯的方向衝擊，土耳其人則從山丘的南麓迎戰，醫院騎士團、德國人和其他盟軍則待在西吉斯蒙德的陣形裡。由於文獻記載出發了矛盾之處，使接下來的戰況令人費解，塔奇曼寫道：「缺乏了接下來的戰場訊息和動態，只有一些雜亂的記載，顯得當時瞬息萬變。」

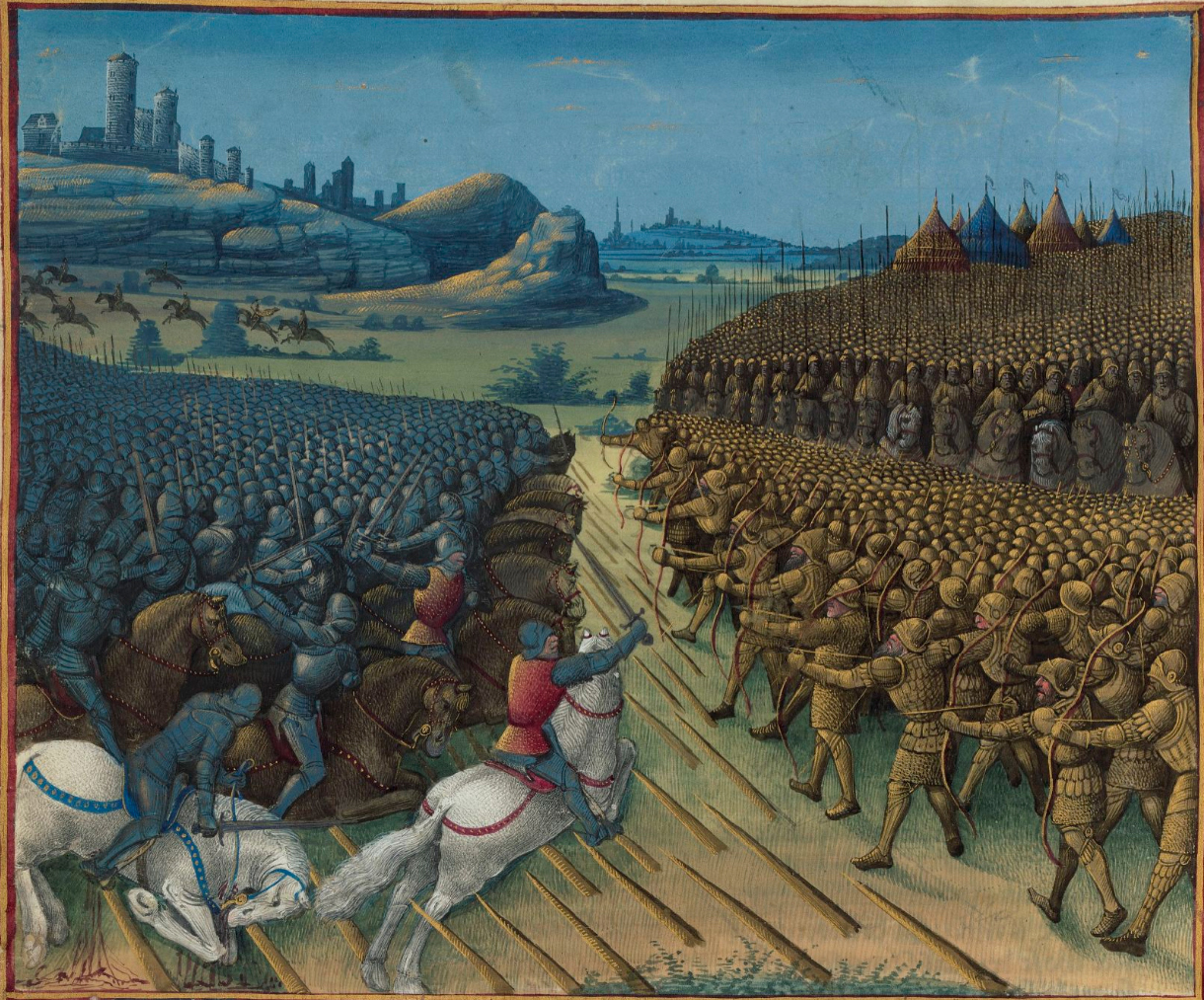
圖中描述法國軍隊的衝擊。

雖然十字軍騎士們遭到土軍射手的箭雨攻擊及面對用來刺穿馬肚的尖樁，法軍的衝擊擊潰了由征募入伍的土耳其新兵組成的前線，並推進至由土耳其那些嫻熟的步兵組成的陣線。編年史家記載那些坐騎被尖樁刺殺的騎士推倒了尖樁，讓後面的騎士得以通過，擊潰了土耳其步兵，敗潰的土耳其步兵逃到西帕希騎士後面的安全位置。昂蓋朗七世及維埃納提議停下來整頓陣形，並讓法國騎士休整及讓匈牙利人趕上來提供支援。那些年輕的騎士否決了這個提議，他們不知道土耳其軍隊的規模，但他們相信他們經已擊敗了巴耶濟德一世的大軍，並堅持追擊敗軍。
法國騎士追上山丘，文獻指出超過半數的騎士步行追趕，因為他們被尖樁趕下馬或他們需要下馬拆除尖樁。他們身披重甲竭力追上山上的高地，本以為能夠看見敗逃的土耳其人，但他們發現眼前的是一股戰意高昂的西帕希騎兵，這些西帕希騎兵是巴耶濟德一世的預備軍，他們吹響號角，擊打定音鼓，又大喊著「真主至上」洶湧地殺上來。法國騎士很快便顯得絕望，一些騎士開始向山下逃跑。其餘的騎士被一位史學家形容為「比野豬及狂狼更激烈地」交戰。扛著法國旗幟的大騎士維埃納身負重傷仍奮力激勵同胞們的士氣，最終陣亡。其他戰死的著名騎士包括讓·德·卡魯日、菲利普·德·巴（Philippe de Bar）及奧達德·德·沙斯龍（Odard de Chasseron）。土耳其人揚言要擊倒訥韋爾，訥韋爾的衛兵伏地默然投降，並央求對方留下訥韋爾的性命。雖然土耳其人已向十字軍發動聖戰，但他們希望能利用訥韋爾索取巨額贖金，於是俘虜了訥韋爾。餘眾見主帥被俘，他們也紛紛投降。
戰事的時間軸顯得有一些模糊，當法國騎士推進至斜坡時，土耳其的西帕希騎兵卻從側面往下進行包抄，在平原上的匈牙利及其盟軍在混亂當中接戰，無主馬匹倉皇地奔逃。塔奇曼猜測特蘭西瓦尼亞人和瓦拉奇人眼見十字軍兵敗如山倒，於是放掉了拴繩，放棄了戰鬥。西吉斯蒙德、醫院騎士團及德國人竭力抵抗，防止敵軍對兩側的「無法形容的屠殺」。這時，斯特凡·拉扎列維奇領導的1500名塞爾維亞騎士起了非常重要的作用。西吉斯蒙德的軍隊被擊敗。西吉斯蒙德及醫院騎士團團長等人利用漁船逃到多瑙河上的威尼斯艦隻，西吉斯蒙德的一名士兵赫曼（Hermann）帶領一支軍隊掩護西吉斯蒙德撤退，事後被封為伯爵。巴耶濟德一世和斯特凡·拉扎列維奇認出西吉斯蒙德軍中的尼古拉斯二世·加雷（Nicholas II Garay），他是斯特凡·拉扎列維奇的連襟。巴耶濟德一世和斯特凡·拉扎列維奇不欲誤傷尼古拉斯二世·加雷，於是向對方提出和平協議，對方答應並撤退。

## 影響

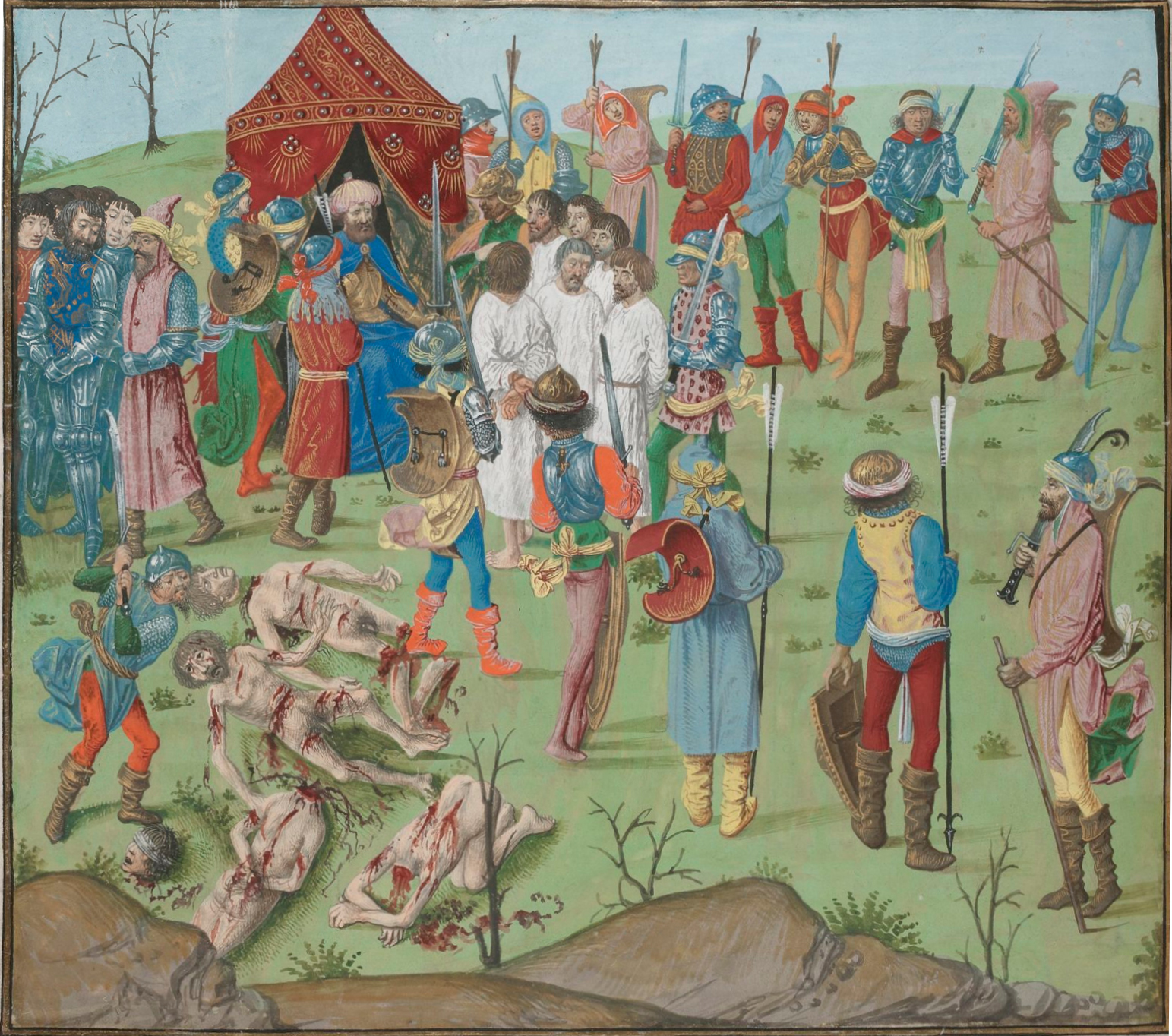
土耳其處決十字軍俘虜以報復十字軍在奧雷霍沃殺害奧斯曼帝國俘虜。

戰後，西吉斯蒙德向醫院騎士團團長說道：「法國人的自負虛榮使我們輸掉了戰爭，如果他們聽從我的建議，我們便有能力打敗我們的敵人。」編年史家尚·傅華薩稱：「自從在十二名法國貴族陣亡的龍塞斯瓦列斯山口戰役以後，基督教國家未曾遭逢過這麼重大的傷害。」

### 戰俘與贖金
後來，巴耶濟德一世重返戰場，希望可以找到匈牙利國王的遺體，並為死傷更慘烈的土耳其人「悲慟痛哭」。他發現了奧雷霍沃的俘虜被殺害，挑起了他的怒火，他下令在翌日早上要把戰俘聚集在他面前。土耳其人發現了曾經為穆拉德一世效力的法國騎士雅克·德·赫利，並讓他辨認被俘的貴族以便索取贖金。昂蓋朗七世、巴、厄、蓋伊·德·特雷穆瓦耶等人都與訥韋爾一起被抽出來，而那些被認為是20歲以下的戰俘都被抽出來強迫勞役。
其餘數千名戰俘被三四成群地捆綁在一起，他們的雙手被綁，被迫赤裸地來到蘇丹面前。在蘇丹的命令下，劊子手依次處決各組俘虜，戰俘被施以斬首之刑或割斷肢體。訥韋爾及其他被俘的貴族被迫站在蘇丹身邊觀看行刑。隨後布錫考特被發現也在這些俘虜當中，訥韋爾隨即向蘇丹下跪，指出布錫考特與他情同手足，使蘇丹確信布錫考特的價值，布錫考特被抽出來並加入到那些貴族俘虜當中。行刑一直由早上持續到傍晚，巴耶濟德也許厭倦了血腥場面，也許被他的部下說服沒有必要觸怒基督教國家，他終止了行刑。撇開那些刻意被誇大的數字不提，被處決的俘虜在300至3000人之間，當然戰死的人數多上很多。
那些逃離戰場的十字軍也只有少數倖存。許多人試圖游向多瑙河上的船隻，有多艘船隻不堪負荷而沉沒。後來，船上的人推開那些試圖上船的人，多有半途溺斃者。西吉斯蒙德擔憂瓦拉奇人背信棄義，他由水路航向黑海和君士坦丁堡回國。成功渡過多瑙河的十字軍想由陸路返回，但他們發現糧草已經被敗退的瓦拉奇人掠去，十字軍只得衣衫襤褸地穿越荒野及搜刮任何可得的物資，許多人在半路上斃命。在少數得以回家的倖存者當中，巴伐利亞的魯珀特伯爵是最著名的一個，他穿得就像乞丐一樣回家，數天後逝世。
戰俘被迫前往350公里以外的蓋利博盧，他們被剝去衣衫，大多數戰俘都沒有鞋子，他們的雙手被綁，又被劫持者毒打。那些貴族俘虜被關在蓋利博盧一座塔的上層房間內，蘇丹又從普通戰俘當中挑選300人關在下層的房間內。西吉斯蒙德搭乘的船隻在通過達達尼爾海峽時正在這座塔的一英里範圍內，土耳其人把那些戰俘排列在海岸上，又嘲諷地喊叫西吉斯蒙德來營救他的同伙。身在君士坦丁堡的西吉斯蒙德曾經提議營救戰俘。巴耶濟德一世意識到匈牙利的財富已在這一次的十字軍東征裡耗盡，他或許可以從法國獲取更豐厚的贖金。兩個月後，戰俘被轉移到鄂圖曼帝國首都布爾薩，他們就在那裡等待被贖回。
在12月的第一周，難以置信的兵敗傳言傳至巴黎。由於沒有確切的消息，流言制造者被囚禁在大沙特萊（Grand Châtelet），如果消息被證實是虛假，他們會被判處死刑。法國國王，勃艮第公爵、迪克·德·巴都都催促使者到威尼斯及匈牙利打探消息。12月16日，商船把尼科波利斯戰敗及西吉斯蒙德敗走的消息帶到威尼斯。
替巴耶濟德一世辨認貴族戰俘的雅克·德·赫利在起誓將會返回後才得以回國，向法國國王、勃艮第公爵通告土耳其人的勝利並要求繳納贖金。聖誕節當日，雅克·德·赫利馭馬進入巴黎，跪倒在國王前訴說十字軍東征、尼科波利斯戰役、戰敗及巴耶濟德一世對俘虜的屠殺，他又帶來了訥韋爾及其他貴族俘虜的信件。沒有來信的人被假定為死亡，宮廷人員都圍在雅克·德·赫利身邊打探親人的狀況，多有悲傷痛哭者。據聖但尼的僧人說，「悲痛之情充斥著眾人的心裡」。德尚寫道：「喪禮由早上一直舉行到傍晚」法國宣布1月9日為全國哀悼日，當天「巴黎的所有教堂響起鈴聲，令人同情」。
1397年1月20日，攜帶著豐厚禮物的代表團離開巴黎，前往晉見巴耶濟德一世商討贖金。雅克·德·赫利在較早前遵守誓言已前往鄂圖曼帝國，並帶同寫給俘虜的信件。居安·加利阿索與鄂圖曼帝國朝廷有廣泛的接觸，他提供了莫大的幫助。使者向他轉達法國國王允許在他的紋章盾上添加百合花飾。居安·加利阿索的第一任妻子來自法國皇室，她也竭力尋求居安·加利阿索的協助。同時，12月初出發的使者已抵達威尼斯，得悉俘虜們的下落，並準備前往布爾薩。威尼斯擁有的貿易網絡使她成為法國通往穆斯林世界的渠道，成為了訊息、資金及交易俘虜的中心。
1397年2月13日，昂蓋朗七世因傷重或疾病逝世。布錫考特和蓋伊·德·特雷穆瓦耶在黎凡特地區主動尋求資金，蓋伊·德·特雷穆瓦耶在復活節左右於羅得島病逝，而厄則在6月15日逝世。同一個月內，法國就贖金問題與鄂圖曼帝國朝廷達成共識，法國支付200000弗羅林金幣（Florin）。在法國支付了75000的首期贖金後，俘虜在6月24日被釋放，他們須留在威尼斯等待其餘贖金的交付。被釋放的貴族發現他們沒有足夠的資金以支撐他們慣常的奢華，他們又借了與贖金數目相約的資金供他們使用，輾轉在多個島嶼停留及借款後，他們在10月抵達威尼斯。提供贖金及安排貴族回國和生活的交易異常複雜，勃艮第、匈牙利及威尼斯的三方交易花了27年時間才得以解決。威尼斯爆發的疫病一度要把貴族暫時轉移至特雷維索。
十字軍的領袖訥韋爾、布錫考特、基雷姆·德·特雷穆瓦耶及雅克·德·拉·馬爾凱與7至8名騎士在1398年2月重返法國，沿途受到遊方藝人、列隊及團隊歡迎。塔奇曼寫道：「款待沒有展示像14世紀其他盛典那樣的熱情。」

### 後續影響
自尼科波利斯戰役兵敗至1440年代期間，西歐再也沒有嘗試發動制止土耳其人深入巴爾幹半島的遠征。英國與法國在不久後重啟戰火。瓦拉奇公國繼續抵抗鄂圖曼帝國，分別在1397年及1400年力敵鄂圖曼人的征服。1402年夏，巴耶濟德一世在安卡拉敗于帖木兒，使鄂圖曼帝國陷入混亂。米爾恰一世利用這一形勢聯同匈牙利王國對土耳其人發動戰爭。1444年，匈牙利和波蘭在瓦爾納戰役戰敗，而君士坦丁堡也在1453年陷落，摩里亞君主國和特拉比松帝國也分別在1460年和1461年被征服，這使拜占庭帝國遺留下來的部分也徹底告終，亦粉碎了希臘人在巴爾幹及安那托利亞抵抗土耳其人的努力。
尼科波利斯戰役被廣泛視為保加利亞第二帝國的覆滅，十字軍在尼科波利斯的失敗使保加利亞的希望幻滅。
土耳其人在尼科波利斯的勝利使以後歐洲人聯合抵抗土耳其人的信心喪失，土耳其人得以繼續對君士坦丁堡施壓，並牢牢控制著巴爾幹半島，對中歐的威脅更加明顯。

## 註腳
1. ↑  Alexandru Madgearu, The Wars of the Balkan Peninsula: Their Medieval Origins, ed. Martin Gordon, (Scarecrow Press, 2008), 90.
2. 1 2 3 4 5 6 7
3. ↑  The Crusades and the military orders: expanding the frontiers of latin christianity; Zsolt Hunyadi page 226
4. ↑  Bell, Adrian. "English Members of the Order of the Passion: Their Political, Diplomatic and Military Significance". In Philippe de Mézières and His Age, (Leiden, The Netherlands: Brill, 2012) doi: https://doi.org/10.1163/9789004211445_018 （页面存档备份，存于） “whether his influence encouraged the involvement of an English force at the battle of Nicopolis in 1396”
5. ↑  Belhatem, Romaissa, and Fatima Maameri. "British foreign policy towards the Ottoman empire." （页面存档备份，存于） (2019). p.6. “In fact, the English contributed a thousand crusaders under Lord Huntington”
6. ↑  Valerii︠a︡ Fol, Bulgaria: History Retold in Brief, (Riga, 1999), 103.
7. ↑  Nicolle, David. . Osprey Publishing. 2000: 19. ISBN 978-1-84176-091-9. Ali Pasha Candarli, who served Bayazit I so well (see Campaign 64, Nicopolis 1396) .[]
8. 1 2 3  Nicolle, p. 37. "In fact the Crusaders probably numbered some 17,000 men. Traditional Turkish sources give the number of Ottoman troops as 10,000 but when their Balkans vassals were included they may have numbered around 15,000."
9. 1 2 3 4 5 6
10. 1 2 3 4 5  Battle: A Visual Journey Through 5,000 Years of Combat
11. ↑  Rogers, Clifford. . 2010.
12. ↑  Robert Hardy. . Arco Pub. Co. 1977年: 第118頁. ISBN 0668040807 （英语）.
13. 1 2 3  . . 2009  [2009-02-18]. （原始内容存档于2014-10-08）.
14. 1 2 3  Nicopolis 1396: The Last Crusade，第562頁
15. 1 2  R. G. Grant. . Dorling Kindersley. 2005年: 第122頁. ISBN 0756613604 （英语）.
16. ↑  Kenneth Meyer Setton、Harry W. Hazard. . Univ of Wisconsin Press. 1975年: 第83頁. ISBN 0299066703 （英语）.
17. ↑  Norman Housley. . Oxford University Press. 1992年: 第76頁. ISBN 0198221363 （英语）.
18. ↑  Inc Icon Group International. . Inc Icon Group International. 2008年: 第116–117頁. ISBN 0546667562 （英语）.
19. ↑  Marshall Cavendish Corporation. . Marshall Cavendish. 2006年: 第72頁. ISBN 076147613X （英语）.
20. ↑  Timothy E. Gregory. . John Wiley and Sons. 2010年: 第372頁. ISBN 140518471X （英语）.
21. ↑  Hugh Chisholm. . 第4冊. The Encyclopædia Britannica Company. 1910年: 第780頁 （英语）.
22. ↑  Philip Ward. . Pelican Publishing Company. 1991年: 第115頁. ISBN 0882898272 （英语）.
23. ↑  Kenneth M. Setton; Harry W. Hazard、Norman P. Zacour. . Univ of Wisconsin Press. 1990年: 第251頁. ISBN 0299107442 （英语）.
24. ↑  A Distant Mirror: the Calamitous 14th Century，第544-545頁
25. ↑  A Distant Mirror: the Calamitous 14th Century，第533-537頁
26. 1 2  A Distant Mirror: the Calamitous 14th Century，第545頁
27. ↑  A Distant Mirror: the Calamitous 14th Century，第545-546頁
28. 1 2  Johann Schiltberger. . Hakluyt Society. 1427年  [2010-04-23]. （原始内容存档于2009-02-06） （英语）.
29. 1 2 3  . www.theottomans.org.   [2009-02-18]. （原始内容存档于2017-10-13） （土耳其语）.
30. ↑  Charles L. Tipton. . Speculum. 1962年: 第533–540頁 （英语）.
31. 1 2  Crusades: the illustrated history
32. 1 2 3 4  . maat.it.   [2010-04-24]. （原始内容存档于2009-03-25） （意大利语）.
33. 1 2  Branimir Anzulovic. . C. Hurst & Co. Publishers. 1999年: 第39頁. ISBN 1850655308 （英语）.
34. ↑  Nagendra Kr Singh. . Anmol Publications PVT. LTD. 2000年: 第293頁. ISBN 8126104031 （英语）.
35. ↑  Jackson J. Spielvogel. . 第1冊. Cengage Learning. 2008年: 第367頁. ISBN 049550288X （英语）.
36. ↑  A Distant Mirror: the Calamitous 14th Century，第549頁
37. 1 2  A Distant Mirror: the Calamitous 14th Century，第550頁
38. ↑  A Distant Mirror: the Calamitous 14th Century，第550-551頁
39. ↑  Kenneth Meyer Setton. . 第1冊. American Philosophical Society. 1976年: 第347頁. ISBN 0871691140 （英语）.
40. 1 2  A Distant Mirror: the Calamitous 14th Century，第552頁
41. ↑  The crusade of Nicopolis，第53頁
42. ↑  A Distant Mirror: the Calamitous 14th Century，第553頁
43. ↑  A Distant Mirror: the Calamitous 14th Century，第553-554頁
44. ↑  S. M. Ahmed. . Abbas Manzil Library. 1956年: 第45頁 （英语）.
45. ↑  A Distant Mirror: the Calamitous 14th Century，第554-555頁
46. 1 2  Crusades: the Illustrated History，第184頁
47. 1 2  A Distant Mirror: the Calamitous 14th Century，第555頁
48. 1 2  A Distant Mirror: the Calamitous 14th Century，第556頁
49. ↑  Richard Vaughan. . Boydell Press. 2002年: 第69頁. ISBN 085115915X （英语）.
50. ↑  Crusades: the Illustrated History，第185頁
51. 1 2 3  A Distant Mirror: the Calamitous 14th Century，第556-557頁
52. 1 2  A Distant Mirror: the Calamitous 14th Century，第558頁
53. ↑  A Distant Mirror: the Calamitous 14th Century，第558-559頁
54. 1 2  A Distant Mirror: the Calamitous 14th Century，第559頁
55. ↑  A Distant Mirror: the Calamitous 14th Century，第559-560頁
56. 1 2 3 4  A Distant Mirror: the Calamitous 14th Century，第560頁
57. ↑  A Distant Mirror: the Calamitous 14th Century，第560-561頁
58. ↑  A History of the Crusades: The fourteenth and fifteenth centuries，第22頁
59. ↑  Joshua Gilbert. . Armchair General. 2008-08-08  [07-05-2010]. （原始内容存档于2016-03-12） （英语）.
60. ↑  Time-Life Books. . Time-Life Books. 1989年: 第68頁. ISBN 080946442X （英语）.
61. ↑  Jean Froissart. . J. Nisbet. 1902年: 第201頁 （英语）.
62. ↑  A Distant Mirror: the Calamitous 14th Century，第561-562頁
63. ↑  A Distant Mirror: the Calamitous 14th Century，第564-566頁
64. ↑  A Distant Mirror: the Calamitous 14th Century，第566頁
65. ↑  A Distant Mirror: the Calamitous 14th Century，第568頁
66. ↑  A Distant Mirror: the Calamitous 14th Century，第571-575頁
67. ↑  A Distant Mirror: the Calamitous 14th Century，第575頁
68. ↑  Andrei Oțetea. . Scientific Pub. Hoose. 1970年: 第196頁 （英语）.
69. ↑  Kate Fleet. . Cambridge University Press. 1999年: 第8頁. ISBN 0521642213 （英语）.
70. ↑  Mark Pinson. . Harvard CMES. 1996年: 第25頁. ISBN 0932885128 （英语）.
71. ↑  . angelfire.com.   [09-05-2010]. （原始内容存档于2015-01-17） （英语）.